# 黄曹龙
黄曹龙（1911年—1979年），湖南浏阳人。中国人民解放军将领、中国人民解放军开国少将。

## 生平
1930年，参加红军，同年加入中国共产主义青年团，1932年，转为中国共产党党员。历任红军总兵站第十三分站政委，总兵站第十分站站长，参加长征。抗日战争时期，任八路军总部副官处队列科科长，兵站站长，兵站部第四办事处处长。第二次国共内战时期，任军委副官处处长，东北军区总兵站部政委、部长，北线后勤司令部司令员，东北野战军后勤四分部部长，第十二兵团后勤部部长。中华人民共和国成立后，先后任总后勤部车管部副部长、兰州军区后勤部部长。1955年，授予中国人民解放军少将。